# Krn (berg)
De Krn (Italiaans Monte Nero) is een berg in de Julische Alpen bij Kobarid in het noordwesten van Slovenië.
Krn is 2244 meter hoog.